# Нічні красуні
«Нічні красуні» («Les Belles de nuit») — французько-італійська кінодрама 1952 року, знята режисером Рене Клером, з Жераром Філіпом у головній ролі.

## Сюжет
Молодий композитор Клод тягне жалюгідне існування в одному з бідних Кварталів глухого містечка. Він підробляє вчителем співу в школі, — над ним сміються учні та жартують друзі дитинства — володарі більш земних професій, а до всього іншого сусід, власник автомайстерні, заважає писати йому музику, заглушаючи звуки піаніно (яке ось-ось заберуть за несплату оренди) ревом моторів.
Витончений Клод тікає від гнітючої реальності у свої сни, які переносять його в різні епохи. Там він — відомий композитор, хоробрий офіцер, який воює в Африці, світський лев і водночас революціонер, мушкетер і дамський угодник. Світ снів набагато яскравіший і реалістичніший за світ справжній.
Він поспішав додому спати, а всі його сни забарвлені в романтичний муар жінок, з якими він стикався в повсякденності. У житті жінки, які не звертали на нього уваги, в його мріях перетворюються на екзотичних красунь, які божеволіють від любові до нього. Змінюючи епохи та історичні події, він герой і переможець у них, але це лише уві сні, а наяву він не помічає багато чого…

## У ролях
- Жерар Філіп: Клод, молодий композитор
- Магалі Вандей: Сюзанна, донька власника гаража
- Мартін Керол: Едме де Вільбуа
- Джина Лоллобриджида: касирка кафе і Лейла
- Раймон Буссьєр: Роже, працівник гаража, друг Клода
- Раймон Корді: Гастон, власник гаража і маркіз, батько Сюзанни
- Бернар Лажарріж: Леон, поліцейський, друг Клода
- Жан Передес: Поль, аптекар, друг Клода
- Альбер Мішель: листоноша і тюремник
- П'єр Палау: старий
- Мерилін Буферд: поштарка і Констанс Бонасьє
- Паоло Стоппа: директор опери
- Р. Ж. Шоффар: М. де Вільбуа, чоловік Едме
- Бернар Деран: авіатор, наречений касирки кафе
- Анрі Маршан: абат
- Поль Деманж: маленький хлопчик
- Жиль Деламар: Д'Артаньян
- Монік Аїссата: покоївка Лейли
- Робер Бальпо: директор школи
- Мадлен Барбуле: відвідувачка поштового відділення
- Жорж Бевер: офіціант у кафе
- Джекі Бланшо: алжирський поплічник і Портос
- Матильда Казадезюс: гувернантка Сюзанни
- Марсель Шарві: свідок дуелі
- Андре Далібер: генерал
- Джо Даврей: один з братів Лейли
- Жан Доран: революціонер
- Поль Фейвр: швейцар в Опері
- Бернар Фаррель: епізод
- Рене Флюе: другий піаніст
- Едуар Франком: лакей, сусід, революціонер
- Гі-Анрі: доісторична людина
- Леон Ларіве: революціонер
- Жульєн Маффр: агент
- Ален Маллуар: дитина з Вільбуа
- Мішель Маллуар: дитина з Вільбуа
- Яннік Маллуар: Катерина де Вільбуа
- Франк Моріс: революціонер
- Бернар Мюссон: свідок дуелі
- Анрі Ніль: голова правління
- Жан Озенн: адміністратор Опери
- Жорж Пауле: репресований композитор
- Джейн Пірсон: жінка за стійкою
- Філіп Рішар: чоловік
- Марсель Рузе: чоловік
- Ежен Стубер: перевізник піаніно
- Жан Сильвен: чоловік за стійкою
- Джиммі Перріс: епізод
- Пальмір Левассер: жінка з парасолькою
- Макс Далбан: азіатка
- Шанталь Тіред: епізод
- Роже Венсан: епізод
- Жак Бове: епізод
- Крістіан Шанталь: епізод
- Монік Дарваль: епізод
- П'єр Флета: епізод
- Абель Жорес: епізод
- Марсель Лежандр: епізод
- Домінік Маркас: епізод
- Марсель Мераль: епізод
- Жан Морель: епізод
- Франсуа Надаль: епізод
- Піо: епізод
- Франсуа Рішар: епізод
- Хор Маргарити Мурсьє

## Знімальна група
- Режисер: Рене Клер
- Сценаристи: Рене Клер, П'єр Барілле, Жан-П'єр Греді, Джан Луїджі Ронді
- Оператор: Арман Тірар
- Композитори: Луї Бейтс, Жорж Ван Парі
- Художник: Леон Барсак
- Продюсери: Рене Клер, Анджело Ріццолі